# Meggie Albanesi
Meggie Albanesi född 8 oktober 1899 i London död 9 december 1923 i Broadstairs Kent England, var en brittisk skådespelare.

## Filmografi (urval)
- 1922 – Det omringade huset